# Манши
Манши́ (кит. упр. 芒市, пиньинь Máng shì) — городской уезд Дэхун-Дай-Качинского автономного округа провинции Юньнань (КНР). 

## История
В 1915 году для администрирования местных вопросов был создан Манчжэбаньский административный комитет (芒遮板行政委员). В 1932 году на его основе была создана Манчжэбаньская временная управа (芒遮板设治局), которая в 1934 году была переименована в Лусискую временную управу (潞西设治局).
После вхождения провинции Юньнань в состав КНР в 1950 году был образован Специальный район Баошань (保山专区), и эти места вошли в его состав.
Постановлением Госсовета КНР от 21 ноября 1952 года Лусиская временная управа была преобразована в уезд Луси (潞西县).
Постановлением Госсовета КНР от 6 декабря 1952 года посёлок Ваньдин (畹町镇) был выведен из состава уезда Луси и подчинён напрямую властям специального района.
Постановлением Госсовета КНР от 11 сентября 1952 года (вступило в силу 23 января 1953 года) посёлок Ваньдин и уезды Луси, Инцзян, Ляньшань, Лунчуань, Жуйли и Лянхэ были выделены из Специального района Баошань, образовав Дэхун-Дай-Качинский автономный район окружного уровня (德宏傣族景颇族自治区（地级）).
Постановлением Госсовета КНР от 29 апреля 1956 года Дэхун-Дай-Качинский автономный район и Специальный район Баошань были объединены в Дэхун-Дай-Качинский автономный округ.
В октябре 1958 года уезд Лянхэ был расформирован, а его территория распределена между уездами Тэнчун, Лунчуань, Инцзян и Луси. В апреле 1961 года уезд Лянхэ был воссоздан.
Постановлением Госсовета КНР от 18 декабря 1963 года был вновь создан Специальный район Баошань. В ноябре 1969 года Дэхун-Дай-Качинский автономный округ был присоединён к Специальному району Баошань.
В 1970 году Специальный район Баошань был переименован в Округ Баошань (保山地区).
В ноябре 1971 года был воссоздан Дэхун-Дай-Качинский автономный округ, и уезд вернулся в его состав.
28 октября 1996 года уезд Луси был преобразован в городской уезд.
Постановлением Госсовета КНР от 12 июля 2010 года городской уезд Луси был переименован в Манши.

## Административное деление
Городской уезд делится на 1 уличный комитет, 5 посёлков, 5 волостей и 1 национальную волость.

## Экономика
В Манши выращивают джекфрут, манго, лонган и помело.

## Культура
Ежегодно весной в Манши проводится Фестиваль водных брызг — крупнейший традиционный праздник года для представителей национальных меньшинств дай, дэан и других. Этот праздник также считается Новым годом для народности дай. Фестиваль сопровождается купаниями (обливаниями), приготовлениями традиционных блюд, демонстрацией национальных костюмов и танцев, а также соревнованиями по сепактакрау.